# Tour de l'Eau (Saragosse)
Pour les articles homonymes, voir Tour de l'Eau.
La Tour de l'Eau (Torre del Agua en castillan) est un bâtiment de la ville de Saragosse, en Espagne, construit à l'occasion de l'Expo 2008. Haute de 76 mètres, elle est posée sur une base de hauteur variable vu la déclivité du terrain, d'un maximum de 13 mètres. Vu d'en haut, elle a la forme d'une goutte d'eau.